# Оуенсбъроу
Оуенсбъроу (на английски: Owensboro, буквени символи за произношението ) е град в Кентъки, Съединени американски щати, административен център на окръг Давийз. Основан е през 1790-те години и е наречен на полковник Ейбрахам Оуен. Намира се на левия бряг на река Охайо. С население около 55 000 души (2000) Оуенсбъроу е третият по големина град в Кентъки след Луисвил и Лексингтън.

## Личности

### Родени
- Джони Деп (р. 1963), киноактьор